# José Manuel Velázquez
José Manuel Velázquez (* 8. September 1990 in Ciudad Bolívar) ist ein venezolanischer Fußballspieler.

## Karriere

### Verein
Seine Profikarriere begann Velázquez 2007 bei CD Lara in Barquisimeto. 2008 wechselte er zu Deportivo Anzoátegui, wo er mit dem venezolanischen Vereinspokal den ersten Profititel seiner Karriere gewinnen konnte. Zwischen 2009 und 2012 stand er bei der zweiten Mannschaft von FC Villarreal unter Vertrag, kam dort jedoch zu keinem Pflichtspieleinsatz. Stattdessen wurde er an AC Mineros ausgeliehen wo er 2011 erneut den Pokalwettbewerb Venezuelas gewinnen konnte. Zwischen Juli 2012 und seiner vorzeitigen Vertragsauflösung im November 2013 stand Velázquez bei Panathinaikos Athen aus Griechenland unter Vertrag. Im Januar 2014 nahm AC Mineros de Guayana ihn erneut unter Vertrag. Dort verblieb der Spieler bis Sommer 2015, als er zum FC Arouca nach Portugal wechselte. Im Anschluss kehrte er zunächst auf die amerikanischen Kontinente zurück und stand bei CD Veracruz, Club Nacional und Deportivo Táchira FC unter Vertrag. Im Januar 2021 entschloss sich der Spieler zum erneuten Wechsel auf den europäischen Kontinent und schloss sich seinem ehemaligen Verein FC Arouca an.
2023 wechselte er zum CD Santa Clara. 

### Nationalmannschaft
Velázquez hat von der U-15 bis zur U-20 für alle Jugendnationalmannschaften Venezuelas gespielt, mit denen er an einer Reihe von internationalen Turnieren teilnahm. Zu den bedeutendsten Turnieren gehörte die U-17 Weltmeisterschaft 2007 sowie die U-20-Fußball-Weltmeisterschaft 2009. 
Sein Debüt bei der A-Nationalmannschaft Venezuelas gab er am 28. März 2009 im Spiel gegen Argentinien.

## Erfolge
- Venezolanischer Pokalsieger: 2008, 2011